# Stempelautomaat

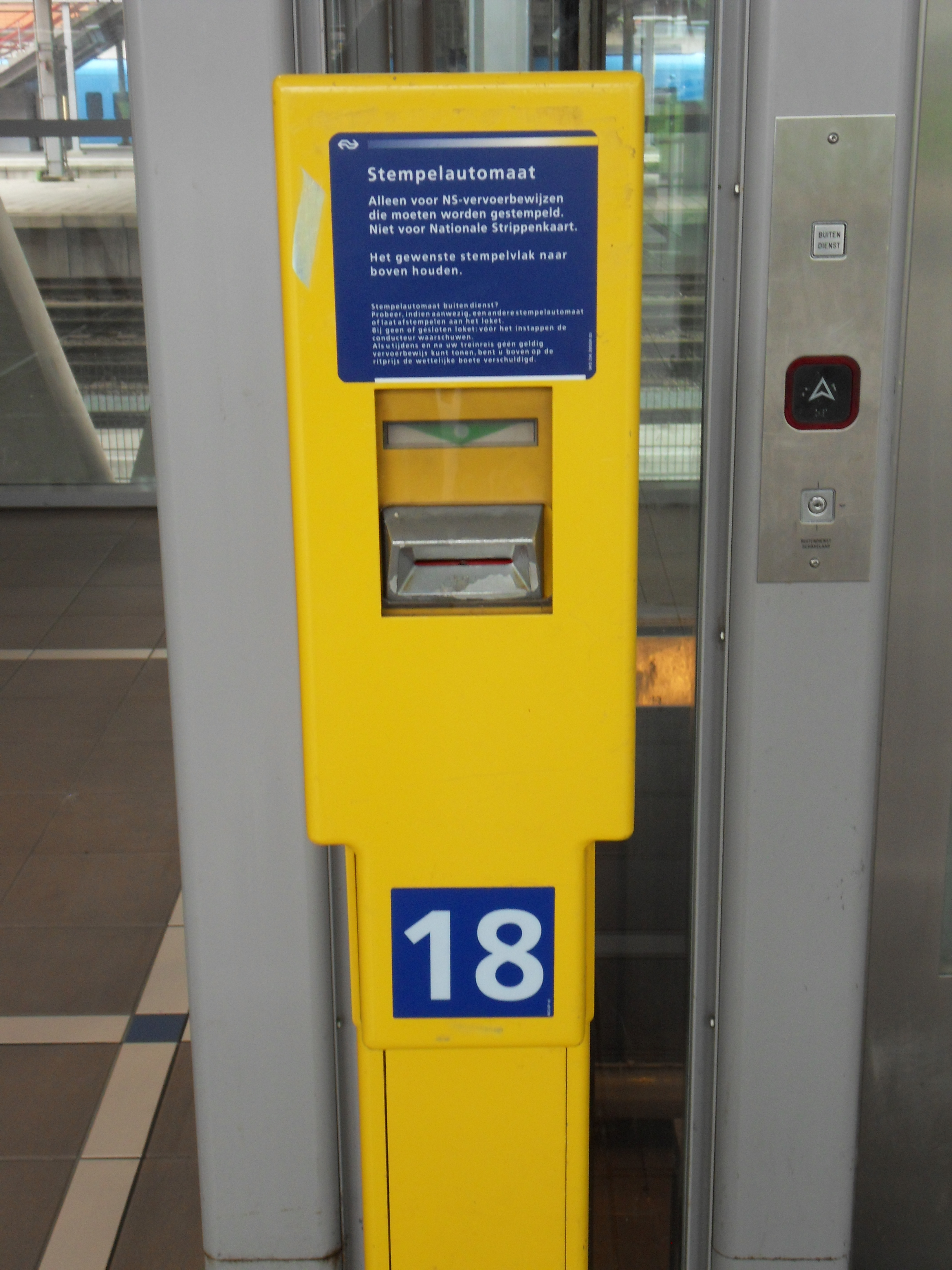
NS-stempelautomaat

Een stempelautomaat is een automaat waarbij een reiziger in het openbaar vervoer zelf zijn vervoerbewijs kan ontwaarden (geldig maken voor de reis en ongeldig voor andere reizen). Hij is niet gekoppeld aan poortjes.
In Nederland waren de stempelautomaten tot 9 juli 2014 op stations in gebruik voor het stempelen van een datum op een ongedateerd papieren kaartje. In Nederland stempelde de automaat het weeknummer, de dag van de week, de tijd (een kwartier vooruit) en het zonenummer, alsmede een administratief nummer, of soms de datum in plaats van het weeknummer en de dag van de week.
In Nederland waren de stempelautomaten meestal geel, blauw, grijs of oranje.

## Geschiedenis
In Nederland verschenen de eerste stempelautomaten in 1965 bij de HTM in Den Haag voorin de tram. Van eind jaren zestig tot medio jaren tachtig werd de stempelautomaat veelvuldig gebruikt in zowel tram, bus, metro en trein. Sommige streekvervoerbedrijven hebben de stempelautomaat nooit ingevoerd; andere gebruikten hem zo min mogelijk.
In 1981 werd door het ministerie van Verkeer en Waterstaat een proef gehouden met meerdere stempelautomaten in de stadsbussen waarbij net als bij de gelede bussen men door alle deuren mocht instappen. Alleen in Rotterdam werd deze proef in 1982 daadwerkelijk ingevoerd, maar in 1984 weer gestaakt wegens onveiligheid.   
Vanaf 1984 voerde Amsterdam, Utrecht en Den Haag bij de bus een instapproef in, om zwartrijden te voorkomen, waarbij de stempelautomaat met een hoes werd afgedekt en de passagiers verplicht via de rechter deur moesten instappen en hun kaartje aan de chauffeur dienden te tonen of te laten stempelen. De linker deur werd dan met een stang afgesloten. Vanaf 1985 verdwenen bij alle bussen, behalve bij sommige gelede bussen, de stempelautomaten. Vanaf 1990 verdwenen de stempelautomaten ook bij vrijwel alle gelede bussen. Uitzondering vormden de Krimpense lijnen 97 en 98, die hem tot 2008 wel behielden. Sinds 2002 kregen de bussen van de Zuidtangent, de dubbelgelede bussen in Utrecht en in 2004 MAXX Almere wel weer stempelautomaten.
Ook verdwenen de stempelautomaten bij de komst van de conducteur in de Amsterdamse tram, waarna de conducteur weer het kaartje stempelde. In Rotterdam bleven ze echter gehandhaafd omdat men daar een lopende conducteur kende en men zelf zijn kaartje moest stempelen. Sinds de afschaffing van de strippenkaart verdwenen de stempelautomaten behalve bij de stadsbus van 
Almere waar kartonnen meerreizenkaarten tot medio 2015 konden worden gestempeld die alleen in Almere te gebruiken waren. Na deze datum werd deze kaartsoort ook verchipt en verdwenen de automaten uit de bussen. 

### Herkenbaarheid
Voertuigen die een stempelautomaat bezaten waren herkenbaar aan een "automaatbal" voorop, achterop of aan de zijkant van het voertuig. De zelfbedieningstrams die vanaf 1969 in Amsterdam en Rotterdam verschenen kregen daarnaast groene ballen op de instapdeuren en rode kruisen op de uitstapdeuren. Daarnaast kwamen er boven de deuren aanwijzingsborden.

### Type stempelautomaat

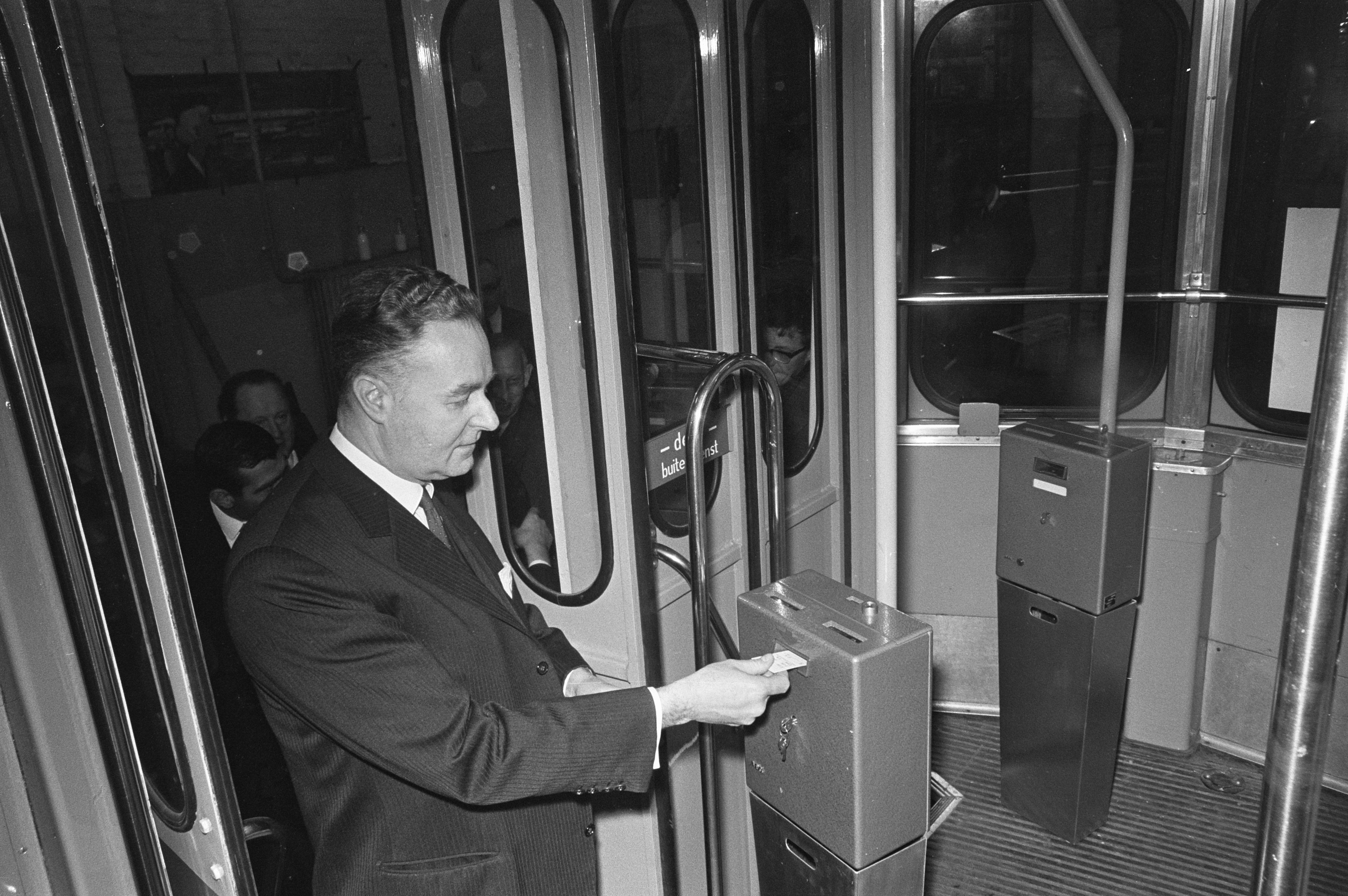
eerste type stempelautomaat in Amsterdam, onder de automaat de opvangbak voor de afgesneden strookjes

Bij de stempelautomaten in Amsterdam werd er over de gehele lengte van de kaart een strookje afgesneden. Boven het laatste stempelvak zat een rond gat en als deze doorsneden was kon er niet meer gestempeld worden. De kaarten werden door de stempelautomaat van de uiteinden naar de binnenkant afgestempeld en door de conducteur of chauffeur van de binnenkant naar de uiteinden afgestempeld om niet met elkaar in conflict te komen. Onder de stempelautomaat zat een bakje voor de afgesneden strookjes karton, dat regelmatig geleegd moest worden. De stempelautomaten in Den Haag en Rotterdam kenden in het begin kaarten waarbij bij het stempelen steeds een klein hoekje van de kaart werd afgesneden zodat het stempel bij de volgende rit op de juiste plaats kwam.  
De Nationale vierrittenkaart paste in die tijd niet in de automaten en moest door de bestuurder, conducteur of chauffeur worden afgestempeld.
Vanaf 1976 werd in Amsterdam het knipmes verwijderd en kregen de 4-rittenkaarten stempelvakjes aan de uiteinde op beide zijde. De 8-rittenreductiekaart kreeg zelfs 8 stempelvakjes waarbij de kaart dubbelgevouwen kon worden, net als later de strippenkaart. De automaten van Den Haag en Rotterdam volgden later.
Bij de komst van het zonetarief in 1977 in Amsterdam kwamen er nieuwe stempelautomaten waarbij nu ook het zonenummer gestempeld moest worden en de bestuurders en chauffeurs dit zonenummer op afstand konden veranderen bij passage van de zonegrens. Ook werd voortaan het weeknummer en dag van de week gestempeld in plaats van de datum.
Bij de Nederlandse spoorwegen verschenen bij de invoering van de ongedateerde treinkaartjes voor het eerst stempelautomaten, die in tegenstelling tot het stads- en streekvervoer de datum stempelden in plaats van het weeknummer en de dag.

## Buiten Nederland
Buiten Nederland is de stempelautomaat heden ten dage nog in veel landen in gebruik, echter niet in België, maar wel in bijvoorbeeld grote delen van Duitsland zoals Berlijn, München en het Ruhrgebied. 
In het Oostblok werd veelal gebruikgemaakt van ontwaardingapparaten die een gaatje in het kaartje slaan in plaats van te stempelen.

## Alternatief
Bij sommige kaarten moet men zelf met onuitwisbare inkt een regel van de kaart invullen, bijvoorbeeld bij InterRail en bij de Rail Pass.

## Andere stempelautomaten
Sommige zwembaden hebben een stempelautomaat (gekend) voor het afstempelen van meerbadenkaarten.